# Exochus mirus
Exochus mirus là một loài tò vò trong họ Ichneumonidae.